# Hoge Hexel
Hoge Hexel est un village situé dans la commune néerlandaise de Wierden, dans la province d'Overijssel. En 2006, le village comptait environ 1 000 habitants.